# Bliss (foto)

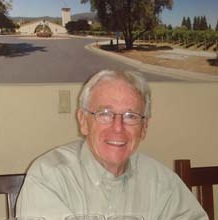
Fotograaf Charles O'Rear in 2007.

Bliss is de naam van de standaardachtergrondfoto van Microsoft Windows XP. De foto is genomen in Californië in de Verenigde Staten, meer specifiek in het wijngebied van Los Carneros AVA, Sonoma County. Voormalig National Geographic-fotograaf Charles O'Rear nam de foto in 1996, toen hij onderweg was naar zijn vrouw. De foto kwam via Corbis enkele jaren later bij Microsoft terecht, waar hij gebruikt werd voor Windows XP. Het landschap waar deze foto is genomen is sterk veranderd. Er staan sinds 2006 weer wijnranken, waardoor de heuvels niet meer zo groen als voorheen zijn.

## Geschiedenis

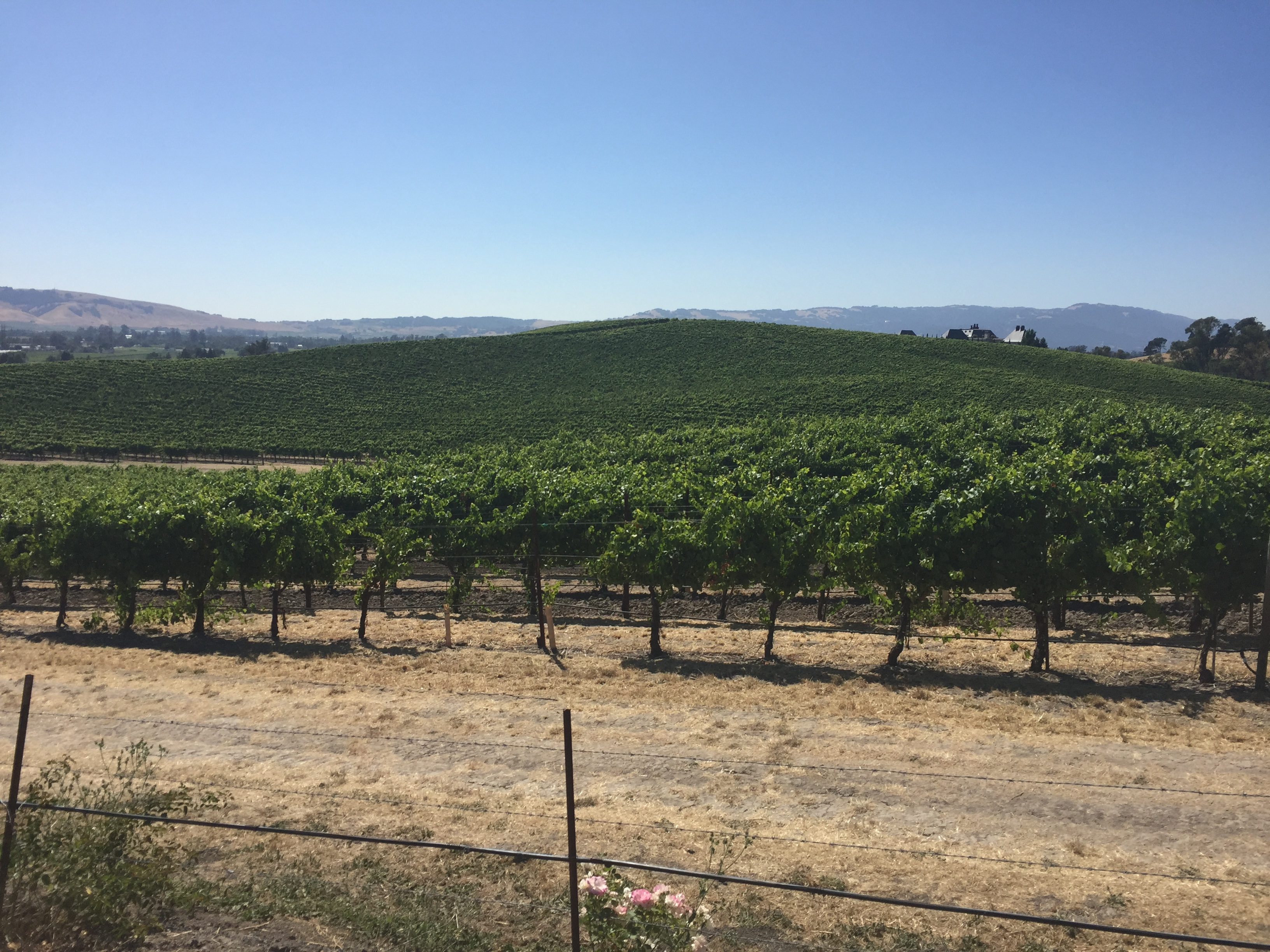
Een foto van de heuvel in juli 2017.

De foto is gemaakt in januari 1996 toen voormalig National Geographic-fotograaf Charles O'Rear onderweg was naar zijn vriendin in de Napa Valley ten noorden van San Francisco, Daphne Irwin. Later trouwde de twee, en werkte ze aan een boek over wijn. Die dag had het gestormd en veel geregend, waardoor het gebied erg groen was. Toen hij de heuvels zag, stopte hij langs de weg en zette zijn Mamiya RZ67 camera klaar. O'Rear had bewust gekozen voor Fuji fotorolletjes, om de kleuren beter naar voren te laten komen. O'Rear zegt dat mede door zijn fotorolletje en de lens van zijn camera de foto zo een succes is geworden.
De foto is uiteindelijk niet gepubliceerd in zijn boek, dus heeft hij het beschikbaar gemaakt voor mensen die in de foto geïnteresseerd waren om een licentie te kopen voor deze foto. In 2000 of 2001 wilde Microsoft's team van Windows XP ontwikkelaars alle rechten van de foto van O'Rear kopen om de foto als achtergrond te gebruiken. Ze boden O'Rear de op een na grootste vergoeding aan die ze ooit voor een foto gegeven hadden, maar omdat hij een contract voor geheimhouding tekende kon hij het bedrag niet openbaar maken. Microsoft wilde de originele foto, maar vanwege de waarde werd de foto door geen enkel koeriersbedrijf aangenomen, dus kocht Microsoft een vliegticket naar Seattle voor O'Rear om de foto persoonlijk te komen brengen.
Microsoft heeft de foto uiteindelijk zijn naam gegeven, en heeft de foto onderdeel laten uitmaken van hun reclamecampagne. O'Rear heeft de foto niet digitaal bewerkt, terwijl Microsoft dit wel heeft gedaan. Ze hebben de foto bijgesneden en het groen iets groener gemaakt. O'Rear vertelt dat de foto door miljarden mensen gezien is wereldwijd, gebaseerd op hoe vaak Windows XP verkocht is.

## Verwarring
Het was niet overal duidelijk waar de foto precies is genomen. Zo ontstond er enige speculatie waar het landschap was. Men dacht dat de foto mogelijk in Frankrijk, Engeland, Zwitserland, Duitsland, of een locatie in Nieuw-Zeeland was genomen. Andere gebruikers dachten dat de foto een montage was van twee verschillende beelden.
In de Nederlandse versie van Windows XP heet de foto "Ierland" omdat men dacht dat de heuvel in County Kerry lag, een gebied in het zuidwesten van Ierland.